# Typhlodromus singularis
Typhlodromus singularis är en spindeldjursart som beskrevs av Chant 1957. Typhlodromus singularis ingår i släktet Typhlodromus och familjen Phytoseiidae. Inga underarter finns listade i Catalogue of Life.